# Тегнер, Элоф Кристофер
Элоф Кристофер Тегнер (швед. Elof Kristofer Tegnér, 30 июня 1844, приход Челльсторп, провинция Сконе — 26 февраля 1900) — шведский историк, внук знаменитого поэта Эсайаса Тегнера. 
Написал историю Лундского университета за период времени от 1668 по 1868 гг. и заметки об историческом музее при Лундском университете. Главные исторические исследования Тегнера: «О внешней политике Швеции после 1772 года» (1879); «Густав Мориц Армфельт» (1883—87); «Два итальянских путешественника в Швеции в царствование Карла XI» (1890); «Об итальянских архивах и библиотеках» («Historisk Tidskrift», 1890). Ему же принадлежат 7-й и 8-й тома «Шведского биографического словаря» (1875—81).